# Вербичное
Вербичное (укр. Вербичне) — село в Турийской поселковой общине Ковельского района Волынской области Украины.
Код КОАТУУ — 0725587602. Население по переписи 2001 года составляет 273 человека. Почтовый индекс — 44850. Телефонный код — 3363. Занимает площадь 2,472 км².

## История
В 1946 году указом ПВС УССР село Первое Вербичное переименовано в Вербичное.
До 2020 года входило в Турийский район.